# Nikhil Poojari
Nikhil Chandra Shekhar Poojari (Maharashtra, 3 settembre 1995) è un calciatore indiano, difensore del Bengaluru.

## Carriera

### Club
Ha giocato nella prima divisione indiana.

### Nazionale
Nel 2017 ha esordito nella nazionale indiana.

## Statistiche

### Cronologia presenze e reti in nazionale
| Cronologia completa delle presenze e delle reti in nazionale ― India | Cronologia completa delle presenze e delle reti in nazionale ― India | Cronologia completa delle presenze e delle reti in nazionale ― India | Cronologia completa delle presenze e delle reti in nazionale ― India | Cronologia completa delle presenze e delle reti in nazionale ― India | Cronologia completa delle presenze e delle reti in nazionale ― India | Cronologia completa delle presenze e delle reti in nazionale ― India | Cronologia completa delle presenze e delle reti in nazionale ― India |
| Data                                                                 | Città                                                                | In casa                                                              | Risultato                                                            | Ospiti                                                               | Competizione                                                         | Reti                                                                 | Note                                                                 |
| -------------------------------------------------------------------- | -------------------------------------------------------------------- | -------------------------------------------------------------------- | -------------------------------------------------------------------- | -------------------------------------------------------------------- | -------------------------------------------------------------------- | -------------------------------------------------------------------- | -------------------------------------------------------------------- |
| 19-8-2017                                                            | Mumbai                                                               | India                                                                | 2 – 1                                                                | Mauritius                                                            | Amichevole                                                           | -                                                                    | 46’                                                                  |
| 24-8-2017                                                            | Mumbai                                                               | India                                                                | 1 – 1                                                                | Saint Kitts e Nevis                                                  | Amichevole                                                           | -                                                                    | 61’                                                                  |
| 5-9-2018                                                             | Dacca                                                                | India                                                                | 2 – 0                                                                | Sri Lanka                                                            | SAFF Championship                                                    | -                                                                    | 57’                                                                  |
| 9-9-2018                                                             | Dacca                                                                | India                                                                | 2 – 0                                                                | Maldive                                                              | SAFF Championship                                                    | 1                                                                    | 86’                                                                  |
| 12-9-2018                                                            | Dacca                                                                | India                                                                | 3 – 1                                                                | Pakistan                                                             | SAFF Championship                                                    | -                                                                    | 68’                                                                  |
| 15-9-2018                                                            | Dacca                                                                | Maldive                                                              | 2 – 1                                                                | India                                                                | SAFF Championship                                                    | -                                                                    |                                                                      |
| 13-10-2018                                                           | Suzhou                                                               | Cina                                                                 | 0 – 0                                                                | India                                                                | Amichevole                                                           | -                                                                    | 63’ 83’                                                              |
| 10-9-2019                                                            | Doha                                                                 | Qatar                                                                | 0 – 0                                                                | India                                                                | Qual. Mondiali 2022                                                  | -                                                                    | 67’                                                                  |
| 9-6-2023                                                             | Bhubaneswar                                                          | India                                                                | 2 – 0                                                                | Mongolia                                                             | Coppa Intercontinentale 2023 - 1º turno                              | -                                                                    |                                                                      |
| 15-6-2023                                                            | Bhubaneswar                                                          | India                                                                | 0 – 0                                                                | Libano                                                               | Coppa Intercontinentale 2023 - 1º turno                              | -                                                                    | 51’                                                                  |
| 18-6-2023                                                            | Bhubaneswar                                                          | India                                                                | 2 – 0                                                                | Libano                                                               | Coppa Intercontinentale 2023 - Finale                                | -                                                                    |                                                                      |
| 21-6-2023                                                            | Bengaluru                                                            | India                                                                | 4 – 0                                                                | Pakistan                                                             | SAFF Championship 2023 - 1º turno                                    | -                                                                    | 65’                                                                  |
| 24-6-2023                                                            | Bengaluru                                                            | Nepal                                                                | 0 – 2                                                                | India                                                                | SAFF Championship 2023 - 1º turno                                    | -                                                                    | 74’                                                                  |
| 27-6-2023                                                            | Bengaluru                                                            | India                                                                | 1 – 1                                                                | Kuwait                                                               | SAFF Championship 2023 - 1º turno                                    | -                                                                    |                                                                      |
| 1-7-2023                                                             | Bengaluru                                                            | Libano                                                               | 0 – 0 dts (2-4 dtr)                                                  | India                                                                | SAFF Championship 2023 - Semifinale                                  | -                                                                    | 58’                                                                  |
| 4-7-2023                                                             | Bengaluru                                                            | Kuwait                                                               | 1 – 1 dts (4-5 dtr)                                                  | India                                                                | SAFF Championship 2023 - Finale                                      | -                                                                    |                                                                      |
| 7-9-2023                                                             | Chiang Mai                                                           | Iraq                                                                 | 2 – 2 dts (5-4 dtr)                                                  | India                                                                | King's Cup 2023 - Semifinale                                         | -                                                                    |                                                                      |
| 10-9-2023                                                            | Chiang Mai                                                           | Libano                                                               | 1 – 0                                                                | India                                                                | King's Cup 2023 - Finale 3º posto                                    | -                                                                    | 46’                                                                  |
| 13-10-2023                                                           | Kuala Lumpur                                                         | Malaysia                                                             | 4 – 2                                                                | India                                                                | Pestabola Merdeka 2023 - Semifinale                                  | -                                                                    | 80’                                                                  |
| 16-11-2023                                                           | Al Kuwait                                                            | Kuwait                                                               | 0 – 1                                                                | India                                                                | Qual. Mondiali 2026                                                  | -                                                                    |                                                                      |
| 21-11-2023                                                           | Bhubaneswar                                                          | India                                                                | 0 – 3                                                                | Qatar                                                                | Qual. Mondiali 2026                                                  | -                                                                    |                                                                      |
| 13-1-2024                                                            | Al Rayyan                                                            | Australia                                                            | 2 – 0                                                                | India                                                                | Coppa d'Asia 2023 - 1º turno                                         | -                                                                    |                                                                      |
| 18-1-2024                                                            | Al Rayyan                                                            | India                                                                | 0 – 3                                                                | Uzbekistan                                                           | Coppa d'Asia 2023 - 1º turno                                         | -                                                                    |                                                                      |
| 23-1-2024                                                            | Al Khawr                                                             | Siria                                                                | 1 – 0                                                                | India                                                                | Coppa d'Asia 2023 - 1º turno                                         | -                                                                    | 47’                                                                  |
| 21-3-2024                                                            | Khamis Mushait                                                       | Afghanistan                                                          | 0 – 0                                                                | India                                                                | Qual. Mondiali 2026                                                  | -                                                                    | 90+3’                                                                |
| 26-3-2024                                                            | Guwahati                                                             | India                                                                | 1 – 2                                                                | Afghanistan                                                          | Qual. Mondiali 2026                                                  | -                                                                    |                                                                      |
| 6-6-2024                                                             | Calcutta                                                             | India                                                                | 0 – 0                                                                | Kuwait                                                               | Qual. Mondiali 2026                                                  | -                                                                    |                                                                      |
| 3-9-2024                                                             | Hyderabad                                                            | India                                                                | 0 – 0                                                                | Mauritius                                                            | Coppa Intercontinentale 2024 - 1º turno                              | -                                                                    | 79’                                                                  |
| 9-9-2024                                                             | Hyderabad                                                            | India                                                                | 0 – 3                                                                | Siria                                                                | Coppa Intercontinentale 2024 - 1º turno                              | -                                                                    | 46’                                                                  |
| Totale                                                               |                                                                      | Presenze                                                             | 29                                                                   |                                                                      | Reti                                                                 | 1                                                                    |                                                                      |

## Palmarès

### Club

#### Competizioni nazionali
- Indian Super League: 1

Hyderabad: 2021-2022

### Nazionale
- Coppa Intercontinentale (India): 1

2023
- SAFF Championship: 1

2023